# Alma Johanna Koenig

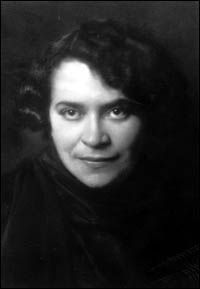
Alma Johanna Koenig (um 1927)

Alma Johanna Koenig (verheiratet Ehrenfels; Pseudonym Johannes Herdan; geboren 18. August 1887 in Prag, Österreich-Ungarn; gestorben 1. Juni 1942 im Vernichtungslager Maly Trostinez) war eine österreichische Lyrikerin und Erzählerin mit galizisch-jüdischen Wurzeln, welche von den Nationalsozialisten in ein Vernichtungslager deportiert und bei der Ankunft ermordet wurde.

## Leben

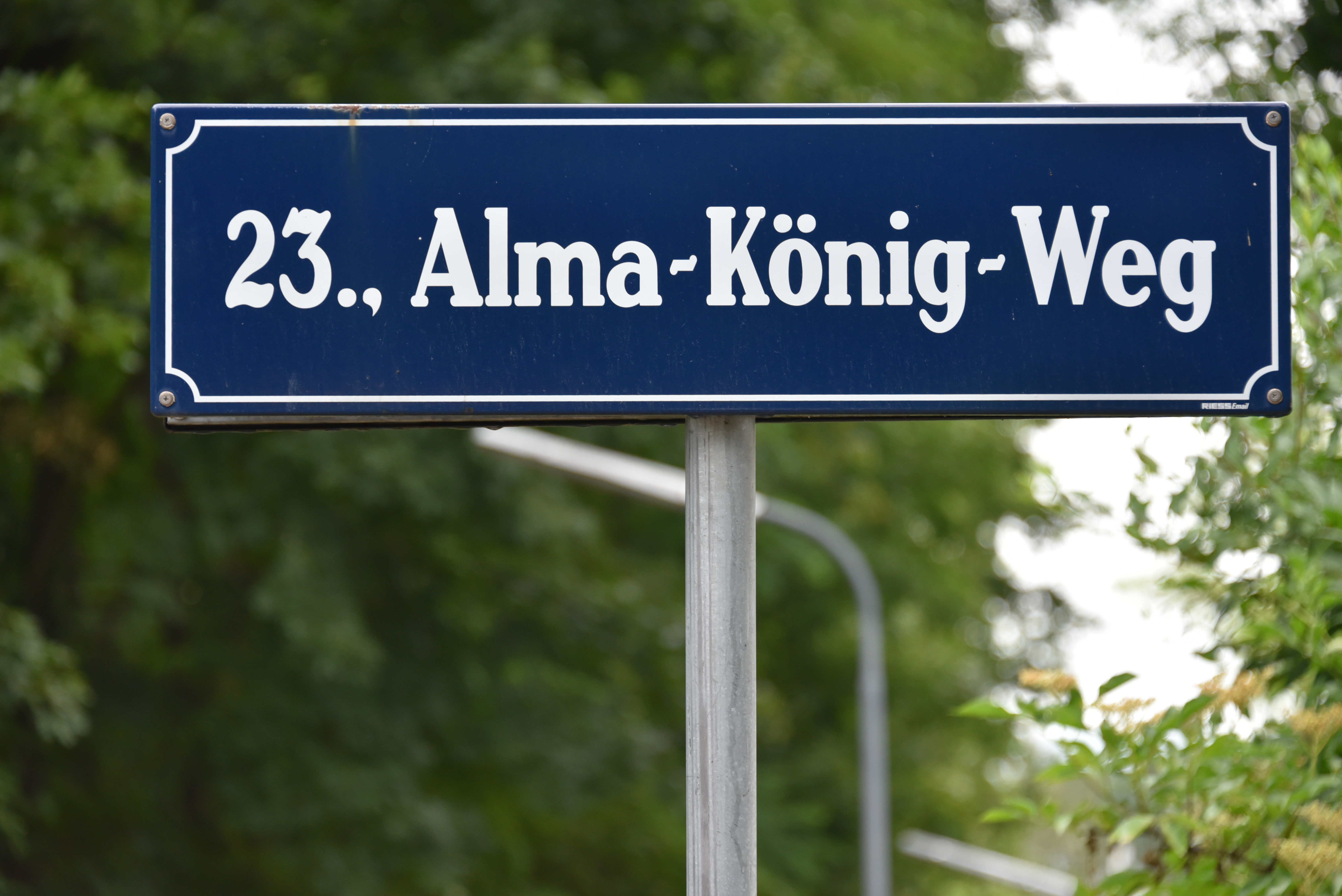
Straßenschild des Alma-König-Weges in Wien

Die Tochter des k.u.k. Hauptmanns Karl Koenig und dessen Frau Susanne, geborene Herdan, verwitwete Gelernter, wuchs in Wien auf. Der Besuch einer höheren Mädchenschule wurde durch Krankheiten häufig unterbrochen; sie verdankte ihre Bildung deshalb hauptsächlich dem autodidaktischen Studium und den Vortragsabenden von Josef Kainz. Aus Rücksicht auf die Familie veröffentlichte sie ihre ersten Gedichte in Zeitschriften unter dem Pseudonym Johannes Herdan. 1921 heiratete sie den österreichischen Konsul Bernhard Ehrenfels. Ihr erster Roman Der heilige Palast (1922) begründete ihren Erfolg und erregte Aufsehen wegen seines erotischen Inhalts. Für ihren Wikingerroman Die Geschichte von Half, dem Weibe (1924) erhielt sie 1925 den „Preis der Stadt Wien“. Ab 1925 lebte sie mit ihrem Mann in Algier, wo sie u. a. den autobiographisch geprägten, psychologischen und zeitkritischen Gesellschaftsroman Leidenschaft in Algier (1932) verfasste. 1930 trennte sie sich von ihrem Mann und kehrte nach Wien zurück (Scheidung 1936). In Wien war ab 1934 Oskar Jan Tauschinski (1914–1993) ihr Gefährte.
Im Sommer 1935 zog Koenig wetterbedingt für zehn Tage in das kühlere Baden bei Wien, wo sie die dort mit ihrem Ehemann lebende Schriftstellerin Helene Lahr (1894–1958) besuchte. Die beiden kannten einander seit den 1920er-Jahren, eine Freundschaft entstand jedoch erst durch nunmehr gemeinsam verbrachte Stunden. Lahr besuchte Koenig von da an regelmäßig in Wien, vorbereitet durch wortreiche, in Teilen verschlüsselte briefliche Berichte und Einladungen. Die von Alma Johanna Koenig verfassten, von Helene Lahr gesammelten Schreiben (29 Briefe) zeichnen in der Aufbereitung von Oskar Jan Tauschinski ein Bild der Lebenssituation Koenigs ab 1936.
Nach dem Anschluss Österreichs 1938 wurde die Autorin als Jüdin entrechtet, aus ihrer Wohnung in Wien-Josefstadt, Pfeilgasse 47, vertrieben und zum mehrfachen Logiswechsel gezwungen.
Am 22. Mai 1942 wurde Alma Johanna Koenig von den Nationalsozialisten vom Quartier in der Rögergasse in ein Sammellager gebracht und am 27. Mai 1942 aus Wien deportiert. Sie wurde gleich nach Ankunft im Vernichtungslager Maly Trostinez ermordet.
Zu ihrem Gedächtnis stiftete ihr Nachlassverwalter Tauschinski 1957 den Alma-Johanna-Koenig-Preis.
In Wien-Liesing (23. Bezirk) wurde 1977 der Alma-König-Weg nach ihr benannt.

## Werke

### Romane und Erzählungen
- Schibes. Erzählung. Strache, Wien – Prag – Leipzig 1920. 54 S.
  - Schibes. Erzählung. Mit einem Nachwort von Eugen Antoine. Philipp Reclam, Leipzig 1925. 78 S. (Universal – Bibliothek, Bd. 6551) (Neuauflage 1957).
- Der heilige Palast. Roman. Rikola – Verlag, Wien – Berlin – Leipzig – München 1922. 369 S. (2. Aufl., 4. – 11. Tsd. 1923)
- Die Geschichte von Half, dem Weibe. Roman. 1.–6. Tsd., Rikola – Verlag.I., Wien – Leipzig – München 1924. 305 S.
- Gudrun. Stolz und Treue. Bildschmuck Willy Planck. Franckh’sche Verlagshandlung, Stuttgart 1928. 149 S.
  - Gudrun. Stolz und Treue. Buchschmuck von Fritz Mayer – Beck. Leykam – Verlag, Graz – Wien 1951. 176 S. (Neuauflage 1980)
  - Gudrun. Stolz und Treue. Illustrationen von Haimo und Helga Lauth. Verlag für Jugend und Volk, Wien – München 1964. 151 S.
  - Gudrun. Illustrationen von Elke Rössler-Bullert, Nachwort: Henri Poschmann, Verlag Neues Leben, Berlin (Ost), 1973
- Die Fackel des Eros. Roman. 1930
- Leidenschaft in Algier. Roman. F. G. Speidel, Wien – Leipzig 1932. 418 S. (Neuauflage 1955)

### Gedichtsammlungen
- Die Windsbraut. Amalthea-Verlag, Zürich, Leipzig und Wien 1918. 60 S.
- Die Lieder der Fausta. Mit acht Lithographien und einer Einbandzeichnung von Karl Schwetz. Rikola-Verlag, Wien 1922. 34 S.
- Liebesgedichte. Eine Auswahl aus dem lyrischen Gesamtwerk. F. G. Speidel’sche Verlagsbuchhandlung, Wien und Leipzig 1930. 103 S.

### Dramen
- Eiszeit des Herzens. Schauspiel. 1925

### Übersetzung
- Edgar Wallace: Der Frosch mit der Maske. Kriminalroman. Rikola – Verlag, Wien 1926. 396 S.
  - Edgar Wallace: Der Frosch mit der Maske. 7.–26. Tsd., Wilhelm Goldmann, Leipzig 1928. 320 S.
  - Edgar Wallace: Der Frosch mit der Maske. (The Fellowship with the frog). Übertragen von A. J. Koenig. Neuauflage. W. Goldmann, München 1950. 249 S.

### Veröffentlichungen aus dem Nachlass
- Sonette für Jan. Vers – Roman. Luckmann – Verlag, Wien 1946. 27 S.
- Der jugendliche Gott. Roman. Paul Zsolnay, Berlin – Wien – Leipzig 1947. 332 S. (Neuauflage 1980)
- Sahara. Nordafrikanische Novellen und Essays. Leykam – Verlag, Graz – Wien 1951. 194 S.
- Über mich ist die Liebe gekommen. Op. 582. Komponist: Richard Maux. Text (beteiligt): A. J. Koenig. Robitschek, Wien 1952. 3. S.
- Schibes und andere Tiergeschichten. Bergland – Verlag, Wien 1957. 61 S. (Neue Dichtung aus Österreich, Bd. 32)
- Gute Liebe, böse Liebe. Stiasny-Verlag, Graz – Wien 1960. 127 S. (Stiasny-Bücherei, Bd. 71)
- O. J. Tauschinski (Hrsg.): Gute Liebe – böse Liebe. (Auswahl mit Biografie). 1960
- Schicksale in Bilderschrift. Historische Miniaturen. Bergland – Verlag, Wien 1967. 125 S.
- O. J. Tauschinski (Hrsg.): Vor dem Spiegel. Lyrische Autobiografie. Auswahl und Nachwort O. J. Tauschinski. Styria, Graz 1978. 123 S.